# Gwendoline Porter
Gwendoline Porter   (Ilford, 25 d'abril de 1902 - 29 d'agost de 1993) va ser una atleta britànica, especialista en la prova dels 100 metres, va arribar a ser medallista de bronze olímpica l'any 1932 dels 4x100 metres relleus.

## Carrera esportiva
En els jocs olímpics de Los Ángeles 1932 va guanyar la medalla de bronze en els relleus 4x100 metres, amb un temps de 47.6 segons, arribant a la meta després dels Estats Units (or amb 47.0 segons) i el Canadà (plata amb la mateixa marca), sent les seves companyes d'equip: Eileen Hiscock, Nellie Halstead i Violet Webb.